# K-549 Kniaz Vladimir
Pour les articles homonymes, voir Vladimir.
Le Kniaz Vladimir (pennant number : K-549), en russe АПЛ Князь Владимир, est un sous-marin nucléaire lanceur d'engins de classe Boreï et la première unité améliorée de la sous-classe Borei-A (projet 955A) à entrer en service dans la Marine russe. Le sous-marin porte le nom du grand-prince Vladimir le Grand.

## Historique
Le projet 955A a été développé par le bureau d'étude Rubin, et le concepteur en chef était Sergey Kovalev. La quille devait être posée en 2010, mais l’opération a été retardée jusqu’en juillet 2012 en raison d’un différend sur les prix entre le ministère de la Défense de la fédération de Russie et la United Shipbuilding Corporation.
Le Kniaz Vladimir est la première unité de la sous-classe du projet 955A et diffère des unités précédentes du projet 955 par plusieurs modifications. Ces modifications comprennent des changements structurels majeurs, une signature acoustique réduite et des équipements de communication plus modernes. Alors qu’il avait initialement été annoncé qu’il avait quatre tubes de lancement de plus (soit 20 tubes au total), finalement le 955A ne comprend que 16 tubes lance-missiles soit autant que le projet 955,. Le sous-marin sera armé du tout dernier missile balistique lancé par sous-marin (sigle SLBM en anglais) russe, le R-30 Boulava. Le Kniaz Vladimir et ses navires-jumeaux remplaceront à terme dans la marine russe les sous-marins de classe Delta et Typhoon datant de l’époque de l'Union soviétique.
Le Kniaz Vladimir a été mis à l’eau le 17 novembre 2017 et il a commencé la première phase de ses essais en usine à la fin du mois de novembre 2018. Le sous-marin est retourné chez Sevmash au début de 2019 et devait commencer une deuxième phase d’essais en usine à la fin du mois de juin 2019. Le 22 octobre 2019, Aleksandr Moïsseïev, le commandant en chef de la flotte du Nord, a déclaré que le Kniaz Vladimir devrait terminer ses essais en mer d’ici la fin de l’année. Selon Moïsseïev, l’achèvement des essais en mer doit s’accompagner du lancement d’un missile Boulava. Le 29 octobre, le sous-marin a effectué un lancement réussi de Boulava depuis une position en immersion dans la mer Blanche,.
Selon des sources de TASS dans l’industrie de la défense, la mise en service du Kniaz Vladimir a été retardée jusqu’au premier trimestre de 2020 en raison d’un certain nombre de défaillances détectées. Le rapport suivant de la Komsomolskaïa Pravda, citant Alexeï Rakhmanov, le président de l’USC, a annoncé la mise en service pour « fin janvier » 2020.
Le Kniaz Vladimir a été accepté par le ministère de la Défense russe le 28 mai 2020 et il a été mis en service dans la marine russe le 12 juin 2020. Avec le numéro de fanion K-549, le sous-marin fait partie de la 31e division de sous-marins de la flotte du Nord.
Le 26 mars 2021, une opération sans précédent a eu lieu dans l’océan Arctique : le Kniaz Vladimir et deux sous-marins nucléaires lanceurs d’engins (SNLE) de classe Delta IV, armés de 48 SLBM, ont fait surface simultanément à travers la glace avec précision dans un rayon de 300 mètres. C’était une première dans l’histoire de la marine russe et de l’ancienne marine soviétique et même dans le monde. L’opération s’inscrivait dans le cadre de l’exercice Umka-2021. La glace de 1,5 mètre d’épaisseur a été brisée par le tir d’une torpille. Les sous-marins russes de la flotte du Nord s’entraînent tout le temps dans des conditions glaciales,,,, y compris en croisière sous l’Arctique et, dans le cadre de leur entraînement, ils apprennent à trouver ou à faire des trous avec une torpille dans la glace afin de faire surface et de replonger. Les sous-marins de la marine russe brisent régulièrement la glace, et ont développé des armes spéciales pour briser la glace afin de tirer des missiles, qu’ils ont testées pour la première fois en 2014.